# راینهاردتسدورف-شونا
راینهاردتسدورف-شونا (به آلمانی: Reinhardtsdorf-Schöna) یک شهر در آلمان است که در زکزیشه شوایتس-اوسترتسگبیرگه واقع شده‌است. راینهاردتسدورف-شونا ۱٬۶۰۳ نفر جمعیت دارد.